# Archives of Women Artists, Research and Exhibitions
Aware: Archives of Women Artists, Research and Exhibitions (en español: Archivos de Mujeres Artistas, Investigación y Exposiciones) es una asociación francesa fundada por Camille Morineau en 2014. Su propósito recopilar y difundir las biografías y la obra de las mujeres artistas del siglo XX para poder rehabilitar a estas mujeres artistas que se encuentran infrarrepresentadas en la historia del arte, los libros de arte, las exposiciones y las colecciones de los museos. Su sede se ubica en París.

## Historia
Camille Morineau, historiadora del arte especializada en mujeres artistas, conservadora del Museo Nacional de Arte Moderno, organizó entre 2009 y 2010 la exposición elles@centrepompidou que presentó 350 obras de las colecciones del museo, cuyas autoras eran mujeres. Esta muestra fue un éxito de público. Camille Morineau propuso la creación de un centro de investigación sobre mujeres artistas en el Centro Pompidou. La institución no respondió a la propuesta.  Es en este contexto, Morineau dejó el museo y fundó la asociación sin fines de lucro AWARE junto con Margot Mérimée Dufourcq, Daphné Moreau, Nathalie Rigal, Elisabeth Pallas, Alexandra Vernier-Bogaert y Julie Wolkenstein, en 2014.

## Actividades
El objetivo de la asociación es situar a las mujeres artistas del siglo XX en la historia del arte escrita mayoritariamente por hombres y sobre hombres y para llenar los vacíos. Aware es un centro de documentación que registra metódicamente la vida y obra de mujeres artistas, reconstituyendo las biografías a partir de los archivos. El un proceso de construcción de un archivo con fines de investigación es largo, su recorrido le permite perfilarse en Francia como líder de un movimiento fundamental que se destaca en la investigación universitaria desde hace diez años.
Mediante un grupo de voluntarios recopila biografías de las artistas en su portal web, realiza la digitalización de imágenes, organiza sistemáticamente simposios y coloquios para rescatar y difundir las biografías, las obras y la presencia de artistas mujeres en la historia del arte del siglo XX, ofrece visitas a museos siguiendo el recorrido de las mujeres artistas. También comenzó a desarrollar una actividad editorial con la publicación de libros y una revista sobre noticias del arte. Su enfoque sistemático de la historia a través del archivo recibe el apoyo de varios mecenas.

## Premio AWARE
Las mujeres son mayoría en las escuelas de arte, pero solo entre el 20 % y el 30 % son consideradas en las candidaturas para recibir el Premio Marcel-Duchamp (Francia), el Premio Turner (Gran Bretaña), al Premio Hugo Boss (Estados Unidos) o al Praemium Imperiale (Japón). Algunas instituciones han decidido destacar el trabajo de mujeres artistas dedicándoles un premio, como el premio Max-Mara que otorga la Whitechapel Gallery de Londres o el premio Gabriele Münter del Museo de las Mujeres de Bonn. En 2017, Aware decidió otorgar dos premios cada año, el premio AWARE para una artista emergente (prix Nouveau Regard) y el premio honorífico para una artista ya reconocida. Con la obras de las artistas recompensadas cada vez se organiza una exposición.

### Ganadoras
- 2017[6]
  - Laëtitia Badaut Haussmann, premio AWARE 2017
  - Judit Reigl, premio honorífico

- 2018[7]
  - Violaine Lochu, premio AWARE 2018
  - Vera Molnár, premio honorífico
  - Nil Yalter, premio honorífico

- 2019[8]
  - Hélène Bertin, premio AWARE 2019
  - Jacqueline de Jong, premio honorífico

- 2020[9]
  - Tiphaine Calmettes, premio AWARE 2020
  - Marie Orensanz, premio honorífico

- 2021[10]
  - Gaelle Choisne
  - Barbara Chase-Riboud, premio honorífico

### Nominadas
- 2017
  - Eva Nielsen, premio AWARE
  - Cécile Beau, premio AWARE
  - Laurence Cathala, premio AWARE
  - Simone Fattal, premio honorífico
  - Dominique De Beir, premio honorífico
  - Gloria Friedmann, premio honorífico

- 2018
  - Julie Béna, premio AWARE
  - Melanie Matranga, premio AWARE
  - Marianne Mispelaëre, premio AWARE
  - Nicola L., premio honorífico
  - Tania Mouraud, premio honorífico

- 2019
  - Eva Barto, premio AWARE
  - Farah Khelil, premio AWARE
  - Marion Verboom, premio AWARE

- 2020[11]
  - Bianca Bondi, Premio AWARE
  - Josefa Ntjam, premio AWARE
  - Ghita Skali, premio AWARE

- 2021[12]
  - Myriam Boulos, premio AWARE
  - Sara Ouhaddou, Premio AWARE
  - Mona Varichon, Premio AWARE

- 2022[13]
  - Valérie John, premio Nueva mirada
  - Katia Kameli, Premio Nueva mirada
  - Myriam Mihindo, Premio Nueva mirada
  - Mathilde Rosier, Premio Nueva mirada